# Irdisches Paradies

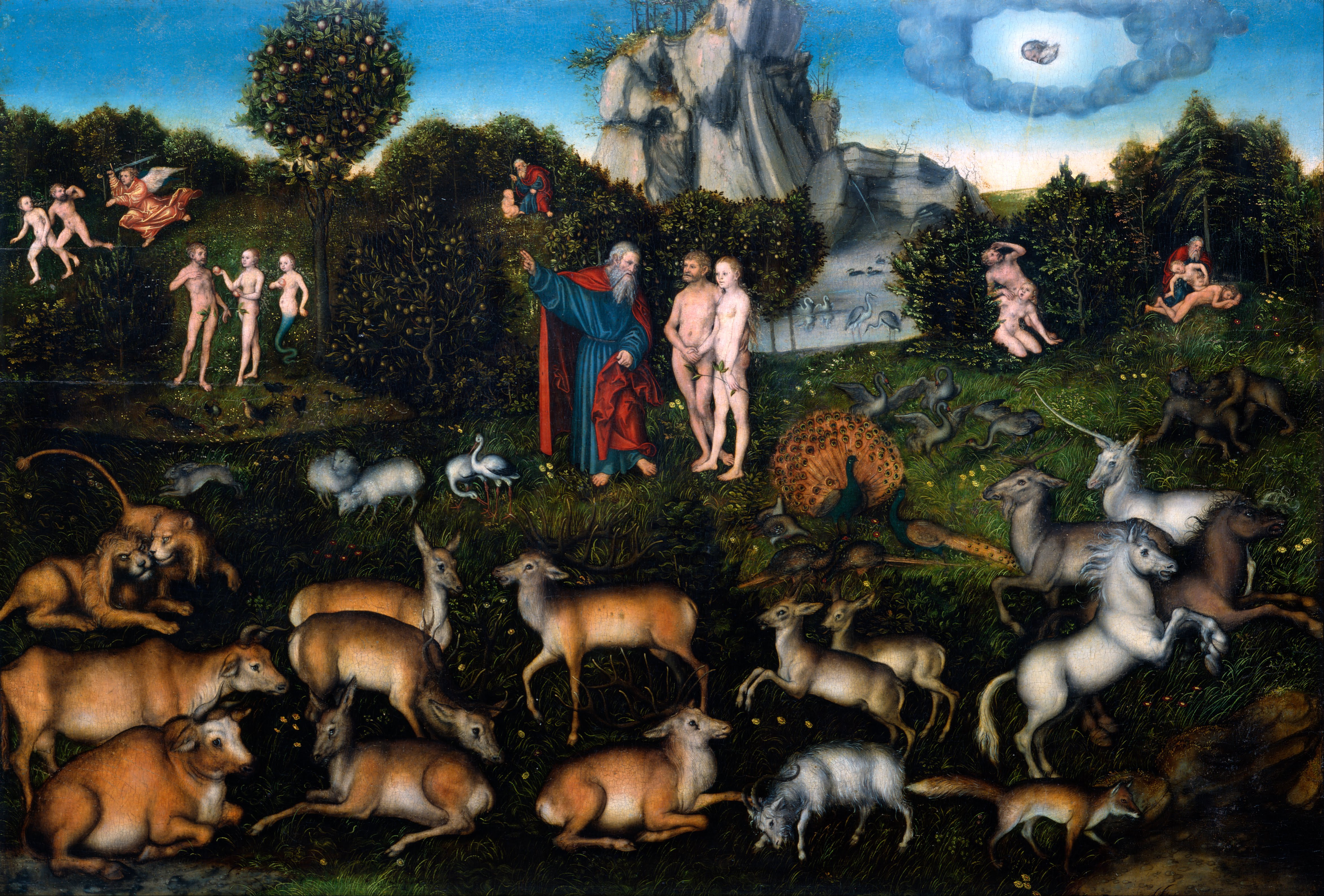
Das Paradies als Welt des Friedens (1536)

Im Christentum existiert die Vorstellung zweier Paradiese: zum einen das künftige himmlische Jerusalem gemäß dem Buch der Apokalypse, zum anderen der Garten Eden auf der Erde, in welchem Adam und Eva von Gott geschaffen wurden, gemäß dem Buch der Genesis.

## Eigenschaften des irdischen Paradieses
Das irdische Paradies ist der in der Genesis beschriebene Garten Eden. Obwohl es auf der Erde lokalisiert ist, verspricht es neben sinnlichen Genüssen und Kostbarkeiten das ewige Leben, wobei hier die Einschränkung gilt, dass das ewige Leben auf den Aufenthalt im Garten beschränkt ist. Isidor von Sevilla beschreibt das Paradies als Garten mit Bäumen jeglicher Art, auch mit dem Baum des Lebens. Es gibt dort keine Kälte und keine Hitze, nur gemäßigtes Klima. In der Mitte entspringt eine Quelle und teilt sich in vier Flüsse. Der Garten ist von einem Flammenring umgeben und wird von einem Cherub bewacht. Das irdische Paradies wird in fast allen Quellen als nicht zugänglich beschrieben, eine Ausnahme bildet die Navigatio Sancti Brendani. Dennoch war die Suche danach ein beliebtes Thema, wie die verschiedenen Quellen zeigen. Die Suche nach dem irdischen Paradies wird immer als strapaziös und gefährlich geschildert.

## Lage des irdischen Paradieses

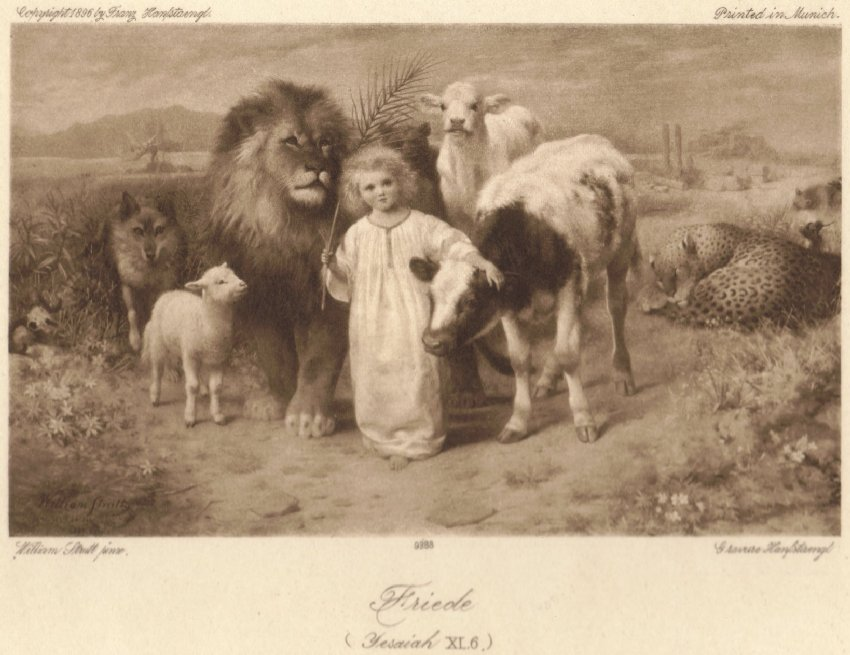
Friede auf der Erde

Die meisten topographischen Angaben in mittelalterlichen Texten oder Karten beziehen sich auf die biblische Vorlage. Einige weichen auch davon ab oder gehen darüber hinaus. Bis zum Ende des Mittelalters ging man in der Regel davon aus, dass es im Osten in Asien lag, im Einklang mit Aussagen der Bibel. Damit liegt es der Vorstellung nach da, wo auch die Wundervölker situiert sind, genauer gesagt am Ökumenerand. Es kann bzw. muss daher bei voranschreitender Erforschung verschoben werden, da es trotz vielfacher Suche natürlich nicht gefunden werden konnte. Mit dem Beginn der Entdeckungsreisen am Ende des Mittelalters bzw. zu Beginn der frühen Neuzeit geschah dies denn auch, wenngleich gerade auf diesen Fahrten wiederholt die Vorstellung vorhanden war, man habe das Paradies in den neu entdeckten Gebieten am Äquator womöglich gefunden. Unabhängig von seiner geographischen Lage befand sich das irdische Paradies auf einem höheren Berg oder war von einem Wall aus Gebirgen, Wasser oder Feuer umzogen. Es konnte auch als über der Erde schwebend oder als Insel vorgestellt werden.
Man versuchte auch, das Paradies zu lokalisieren, indem man die vier Paradiesflüsse mit echten Flüssen verglich. Leider fand sich keine Stelle, an der vier große Ströme nach der Beschreibung der Genesis zusammenkommen. Man wusste aber, dass einige reale Flüsse unterirdisch fließen und daher ihr Austrittsort nicht mit der Quelle identisch ist. Daraus folgerte unter anderen schon Augustinus von Hippo, dass die Paradiesflüsse streckenweise unterirdisch fließen und dann an den irdischen Quellen der geographischen Flüsse unter deren Namen weiter laufen. So hatte man z. B. die Quelle des Nil noch nicht gefunden und konnte die Vorstellung des Nil als Fortsetzung eines der Paradiesflüsse problemlos in die Debatte integrieren. Welcher Paradiesfluss mit welchem realen Fluss gleichgesetzt wurde, variiert. Die Septuaginta identifiziert den Geon als den Nil, da man unter Kusch das obere Niltal südlich von Ägypten verstand. Ebenso lautet die Gleichsetzung nach dem Meister aus dem Lucidarius: Nil = Gehon; Ganges = Phison; Tigris = Tigris; Euphrat = Euphrat.

### Das irdische Paradies im Reich des Priesterkönigs
Es ist nicht verwunderlich, dass das Paradies ein zentrales Motiv des Briefs des Priesterkönigs Johannes ist. Der Brief sollte vermutlich die Kreuzzugsbegeisterung und die Hoffnung auf Hilfe durch einen neuen christlichen Verbündeten neu entfachen und die Zustände in Europa zur Zeit Barbarossas anprangern. Er verbindet die Sehnsucht nach paradiesischen Zuständen mit einer politischen Utopie. Das Land des Priesterkönigs liegt im Osten und damit in der Nähe des Paradieses, so dass es sich nach damaliger Vorstellung zwangsläufig daran annähern muss.

## Das irdische Paradies in der Kunst
Besonders wichtig und ebenso schwierig war für mittelalterliche Kartographen die Darstellung der Unzugänglichkeit. Die Literatur hat hier wesentlich vielfältigere Möglichkeiten. So konnte man z. B. die bei Brendan erwähnte Nebelwand nicht eindeutig malen. Also zeichnete man Feuerwände, Gebirge und Mauern oder nutzte die Darstellung als Insel. Zu sehen ist meist nur eine dünne, geschlängelte Linie um das Paradies, die z. B. rot (Feuer) oder hellbraun (Gebirge) sein kann. Die Paradiesdarstellung in der Ebstorfer Weltkarte wurde vermutlich aus einer Beatuskarte von spanischen Kartographen übernommen. Man weiß nicht genau, welche Farbe die Trennwand hatte, da die Karte nur noch in einer schwarzweißen Photographie vorliegt. Es wird mittlerweile angenommen, dass die Trennlinie hellbraun war, also Gebirge darstellte.

## Islam
Der Islam kennt die Idee des irdischen Paradieses nicht. Ein sufischer Heiliger in Shergarh, südlich von Lahore, riss allerdings seinen Garten aus, damit seine Anhänger ihn nicht mit dem Paradies verwechselten.

## Hinduismus
Vishnus Aspekt als auf der Weltenschlange shesha oder ananta ruhender, d. h. träumender oder meditierender Gott vaikuntha wird oft als Darstellung eines ursprünglichen, vor der eigentlichen Schöpfung liegenden Paradieses interpretiert. Dieses liegt an den Hängen des Berges Meru und besteht nur aus Gold und kostbaren Edelsteinen; der Fluss ganga fließt mitten durch ihn hindurch.
Mit Krishnas Wohnort goloka (‚Kuhwelt‘) verknüpfen einige seiner Anhänger ähnliche Vorstellungen.